# Flatland - A Romance of Many Dimensions
Flatland: A Romance of Many Dimensions  (No Brasil: Planolândia: Um Romance de Muitas Dimensões) é um romance escrito em 1884 pelo escritor e professor da Universidade de Cambridge Edwin Abbott Abbott. Escrevendo com o pseudônimo de "A Square"  (Um Quadrado), trouxe o presente livro que descreve um mundo ficcional de duas dimensões, chamado Flatland onde é possível se ter uma visão hierárquica da cultura Vitoriana da época de Abbott. Contudo a maior contribuição da obra é trazer um exame crítico sob o ponto de vista da física e da sociedade. 
Diversos filmes foram produzidos a partir do enredo original de Flatland, incluindo um filme homônimo em 2007. Outros esforços foram filmes curtos ou experimentais, como Flatland: The Movie, narrado por Dudley Moore, além de um curta com Martin Sheen e Kristen Bell. .

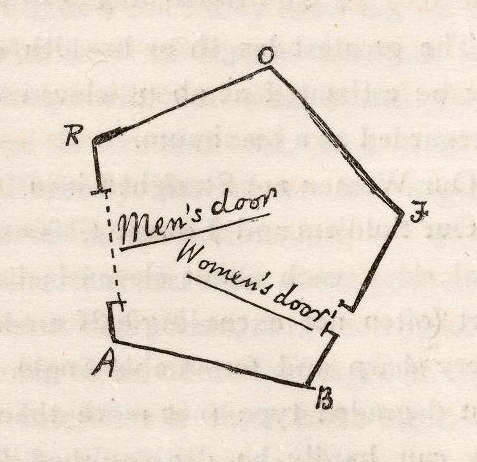
Ilustração de uma simples casa em Flatland.